# Aedes martinezi
Aedes martinezi är en tvåvingeart som beskrevs av Berlin 1969. Aedes martinezi ingår i släktet Aedes och familjen stickmyggor. Inga underarter finns listade i Catalogue of Life.